# Johannes Kalitzke
Johannes Kalitzke   (Colònia, 12 de febrer de 1959) és un compositor i director d'orquestra alemany.
Després d'estudiar a Colònia i a l'IRCAM de París, va ser director principal al "Musiktheater im Revier" de Gelsenkirchen durant diversos anys, després va dirigir el conjunt "musikFabrik" i va compondre òperes en comissions a Alemanya i Àustria. Ha estat professor de direcció (música contemporània) al "Salzburg Mozarteum" des de 2015.
Nascut a Colònia, Kalitzke es va formar al piano del 1967 al 1977 amb Jeanette Chéro i va estudiar música d'església a Colònia entre 1974 i 1976. Va estudiar més tard a la "Musikhochschule Köln" de 1978 a 1981, estudiant piano amb Aloys Kontarsky, direcció amb Wolfgang von der Nahmer, i composició amb York Höller, i posteriorment música electrònica amb Ulrich Humpert. Es va centrar en la música electrònica a l'IRCAM de París amb Vinko Globokar el 1982–83, en una beca del "Studienstiftung des Deutschen Volkes".
De 1984 a 1990, Kalitze fou primer Mestre de capella i després director de capçalera al "Musiktheater im Revier de Gelsenkirchen". Des de 1986, també va ser el líder del "Fòrum per Neue Musik" allí, després de succeir a Carla Henius. Des del 1991, va ser director artístic del conjunt "musikFabrik". Des de 1996, ha impartit classes a la "Darmstädter Ferienkurse" i ha realitzat classes magistrals a diverses universitats de música i per a "Deutscher Musikrat".
La seva primera òpera, Bericht über den Tod des Musikers, Jack Tiergarten, es va estrenar a la Biennal de Múnic el 1996. Per encàrrec de l'estat de Schleswig-Holstein, va compondre la seva segona òpera, Molière oder die Henker der Komödianten, que es va estrenar a Bremen a 1998, com va fer la seva òpera Inferno el 2004. El 2007, Kalitzke va rebre un encàrrec del "Theater an der Wien" per compondre Die Besessenen després de Witold Gombrowicz, que es va estrenar el 19 de febrer de 2010.
La seva cinquena òpera, Pym, basada en la novel·la d'Edgar Allan Poe, La narració d'Arthur Gordon Pym de Nantucket, es va estrenar a Heidelberg el maig de 2016. La història és contada per nou cantants masculins i per ballarins, mentre que un quartet amb també veus femenines actua des de darrere de la escena. En línia Musik Magazin va escriure que la partitura de Kalitzke "podria ser una representació musical del món de Hieronymus Bosch".
Kalitzke ha estat professor de direcció de música contemporània al Mozarteum de Salzburg des del 2015.

## Premis
- 1990 Bernd Alois Zimmermann Beca de Colònia[5]
- 2003 Vila Massimo Fellowship[5]
- 2009 Membre de l' Acadèmia de les Arts de Berlín[1]
- Membre de l' Acadèmia de Belles Arts de Baviera 2015[5]